# Esprit Alexandre Remy
 Esprit Alexandre Remy (o Rémy) ( * 1826 - 1893) fue un botánico francés, y destacado cactólogo.

## Algunas publicaciones

### Libros
- 1847.  De la Vie et de la mort, considérations philosophiques sur la vie de la terre et des êtres qui en dépendent, en particulier de la vie et de la mort de l'homme, et de son avenir, comprenant la géogénie... la géologie, l'histoire naturelle philosophique. Ed. Comptoir des Imprimeurs-Unis. 436 pp.
- 1858. Flore de la Champagne, description succincte de toutes les plantes cryptogames et phanérogames... de la Marne, des Ardennes, de l'Aube et de la Hte Marne... Manuel d'herborisation. 281 pp. en línea
- 1861.  Société d'agriculture, commerce, sciences et arts du département de la Marne. Étude de M. le Dr Rémy,... sur la caverne contenant des ossements humains et des armes en silex, découverte à Mizy,... au mois de mai 1861. Ed. Impr. de H. Laurent. 52 pp.
- 1861. Essai d'une nouvelle classification de la famille des graminées, par E.-A. Rémy,... 1re Partie Les Genres. Ed. Germer-Baillière. 308 pp.

## Honores
En su honor se nombran las especies:
- (Asteraceae) Bidens remyi Sherff ex Drake
- (Asteraceae) Campylotheca remyi Hillebr.
- (Asteraceae) Melanthera remyi (A.Gray) W.L.Wagner & H.Rob.
- (Campanulaceae) Neowimmeria remyi (Rock) O.Deg. & I.Deg.
- (Violaceae) Isodendrion remyi H.St.John
- (Viscaceae) Korthalsella remyi Skottsb.

- La abreviatura «Remy» se emplea para indicar a Esprit Alexandre Remy como autoridad en la descripción y clasificación científica de los vegetales.[2]